# Héctor Rodríguez (político)
Héctor Rodríguez (Tacuarembó, 14 de agosto de 1918 - Montevideo, 20 de octubre de 1996) fue un sindicalista y político uruguayo.

## Biografía
Provenía de una familia de clase media rural. Cuando su padre, desde Tacuarembó, no pudo solventar sus estudios en Montevideo, optó por trabajar y continuar estudiando. Fue vendedor ambulante de libros cuando tenía 17 años. En 1936 inició su vida como obrero textil. Desde entonces fue "tejedor". 
En 1940, a los 22 años, participó en la creación de la Unión Obrera Textil (UOT). En 1945, a los 27 años, fue elegido diputado. 
"Nunca trabajé tanto como cuando fui diputado," afirmaba. Con su voto fue aprobada la ley del Instituto Nacional de Colonización.
En 1951 fue expulsado del Partido Comunista y renunció a su banca. En 1955, a los 37 años propició el nacimiento del Congreso Obrero Textil (COT). En 1964 fructificó el esfuerzo unitario de Héctor, Gerardo Gatti y otros lúcidos dirigentes sindicales en la fundación de la CNT. En 1965, a los 47 años, fue el pívot del Congreso del Pueblo. En 1969 levantó desde el COT la orientación alternativa para enfrentar el autoritarismo ascendente.
Orientó la creación en 1969 de un movimiento político con características inéditas en Uruguay: los Grupos de Acción Unificadora (GAU), creados para promover la acción unitaria de la izquierda. Héctor estaba obsesionado por la "dispersión táctica" de la izquierda. En 1971 los GAU no presentaron candidatos: sus candidatos eran todos los del Frente Amplio.
Un año antes había abandonado la militancia sindical, después de 30 años de trabajar en ese espacio.  Héctor se lanza con todas sus energías a intentar la unidad política de la izquierda uruguaya. Recorre el país entero, junto con Arturo Baliñas, Germán D’ Elía, Washington Fernández, Oscar Bruschera y Luis Alberto Viera.  Dirá Líber Seregni: "La ‘admirable alarma’ comenzó ahí y sacudió todo el país, especialmente el Interior (…). El Frente Amplio nace en el Interior, desde la base, oriental hasta la médula. Eso fue lo que le dio su aspecto único. Hubo cuatro o cinco personas que fueron esenciales; una de ellas: Héctor Rodríguez”  (El Tejedor, pág. 315).
A la cabeza del COT y como portavoz de la "Tendencia" sindical polemizó duramente en el 68 y el 69 sobre táctica y estrategia para enfrentar el avance autoritario. Discrepó duramente con la orientación mayoritaria de la CNT. En junio de l969 planteó la huelga general como traducción táctica de la línea aprobada de lucha prolongada y acciones crecientes. Perdió. El autoritarismo se abrió camino. En 1970 recorrió el país promoviendo la creación del Frente, y en 1971, a los 52 años estuvo en el Palacio Legislativo el 5 de febrero. En 1973 impulsó la huelga general, y ese mismo año fue encarcelado por la dictadura.
Enrique Rubio recuerda que estando Héctor encapuchado en el cuarto piso de Cárcel Central escuchó el himno y se arrancó la capucha porque, dijo, “Un oriental no puede escuchar el himno encapuchado”.
En 1982, a los 64 años, fue liberado; adhirió con fervor pocos días después al voto en blanco en las internas de ese año. En l983, el 27 de noviembre estuvo en el estrado del Obelisco. En 1984, a los 65 años, fundó la "Izquierda Democrática Independiente", más conocida como la IDI y se opuso al Pacto del Club Naval. Desde 1986 a 1989 participó en la campaña que culminó en el voto verde. En ese último año apoyó la creación de la Vertiente Artiguista (VA). En 1992, a los 74 años, hizo campaña contra la ley de empresas públicas y en 1994 contra la "Minireforma".
Fallece en Montevideo, el 20 de octubre de 1996, a los 78 años de edad.
En el año 2000 se filmó un documental basado en una entrevista que le fuera realizada en 1990. Su testimonio se integra con el de otros obreros textiles, periodistas, dirigentes políticos y sindicales. El documental se apoya en materiales de archivo fílmico y fotográfico.